# 勒伊加湖

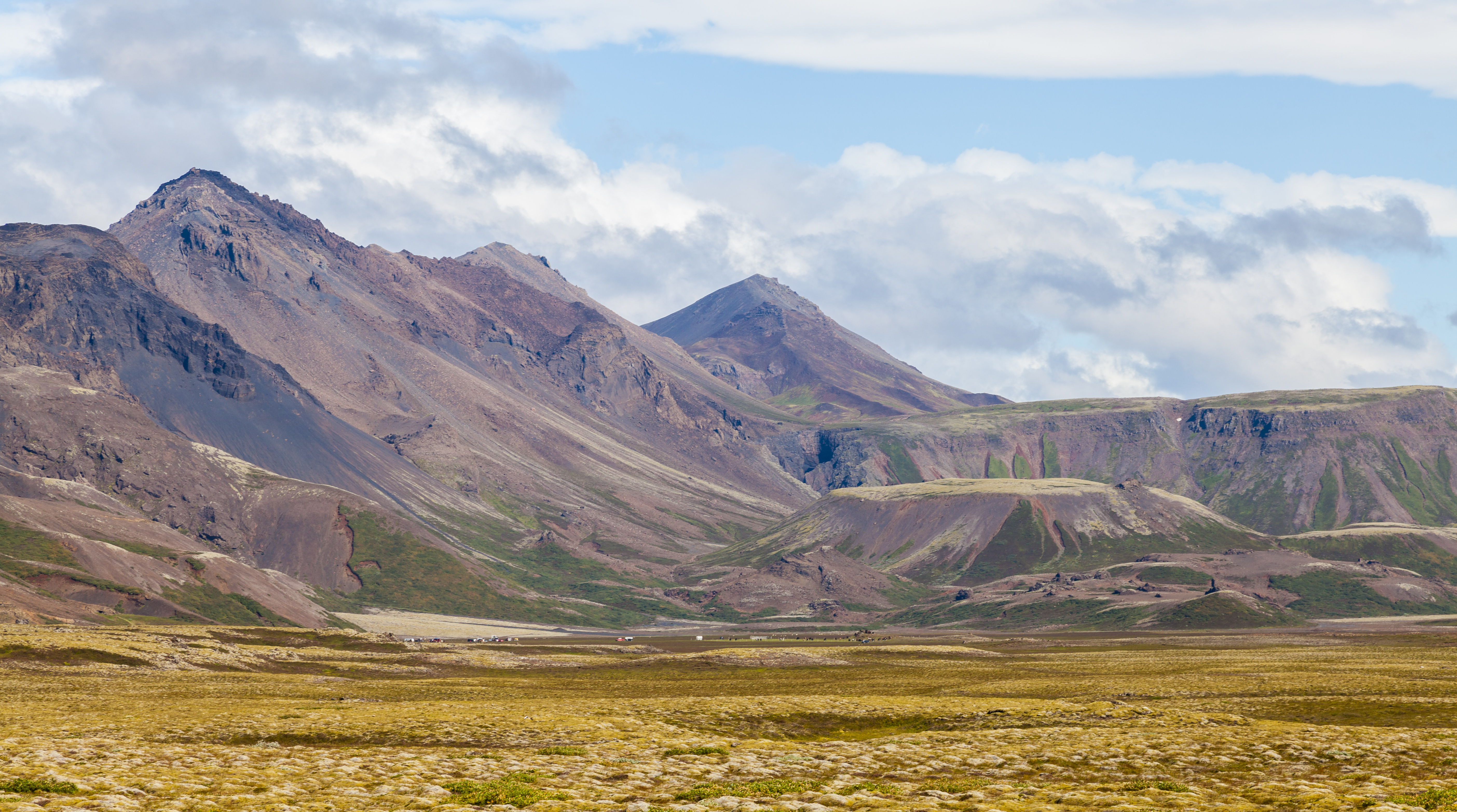

勒伊加湖是冰岛南部的一个湖泊和小镇，湖面小于附近的阿帕湖。

## 旅游
勒伊加湖位于热门的旅游路线黄金圈上，位于湖泊西侧的同名小镇人口约200人。湖面下有温泉，因此有一些温暖的地点全年适合游泳。

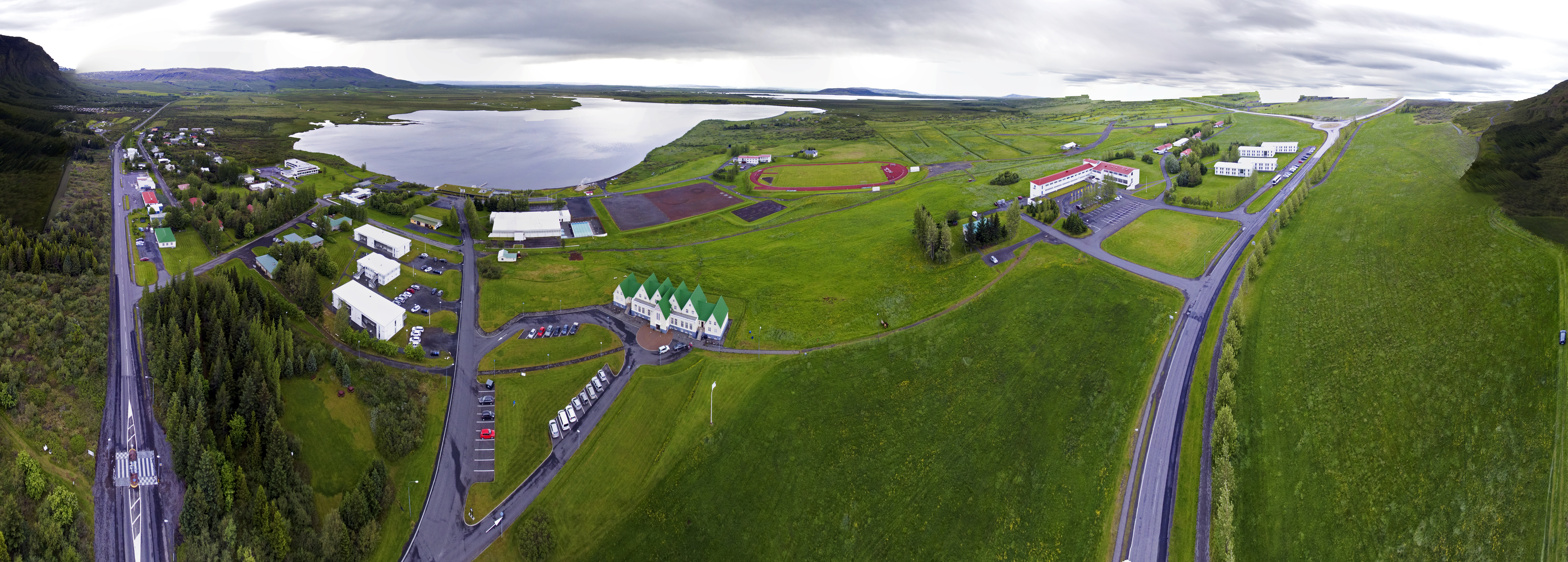

## 教育
冰岛教育学院的体育系设在这里。